# 诅咒屋姐妹
《诅咒屋姐妹》是由ひらりん所创作的日本漫画作品，在德间书店的月刊COMIC LIVE连载。
最新作在2013年到2014年继续在原作相同杂志连载，同时番外篇在niconico静画发表。2013年制作了改编動畫电影。

## 故事概述
故事以架空世界「魔法之国（魔の国）」的一对魔女姐妹优优和宁宁，围绕着其营业的魔法门店「诅咒屋（のろい屋）」帮人完成各种魔法任务的故事。

## 登场角色
声優以動畫電影為主。
悠悠（配音：諸星堇(日本)；詹雅菁(台灣)）
姐姐，「绘本级大魔法师」的魔法师。
实际年龄为18岁，但由于12年前一次魔法失控被冰封住，讓她的身體因此停止生長而有著像是6歲少女的外表。擁有無盡的魔力被评定为拥有极高的魔法能力，十分好奇活跃，扬言33岁前征服世界。。
宁宁（配音：加隈亞衣(日本)；雷碧文(台灣)）
妹妹，15岁，「最优秀的手本级魔法师」。
魔力天生不及姐姐但经过勤奋努力而从魔法学校以优异成绩毕业。十分喜欢姐姐，为了解救被冰封的姐姐而花了12年时间。
尼鲁斯（配音：子安武人(日本)；吳文民(台灣)）
過去是拯救世界的勇者之孫、本名ニルス=カーニバル。但由於爺爺遭到詛咒而讓自己也跟著受影響、然後又因為寧寧的魔法影響而變成青蛙。
悠宁（配音：本田貴子(日本)；汪世瑋(台灣)）
悠悠宁宁的祖母，887岁。是世界上3位「超级魔法师」之一，拥有最强的「终极级超级大魔法师」的证明。
劇場版中，也是魔法師軍的總司令、以戰艦級超特大魔法ボウキ「南瓜派對　MarkⅡ」艦長身分出擊。
悠美（配音：冰上恭子(日本)；楊凱凱(台灣)）
悠宁的妹妹，世界最高级的死灵使，能将死者的灵魂招魂回来。
比哈克（配音：中川翔子）
的使魔，一只类似戴着头套的黑猫，后来被妮妮姐妹买下。接触颈上的铃铛会解除封印变成一只巨大的飞行猫。
树长老（配音：長克巳）
诅咒屋所在森林的长老。
リュータロ
優優和寧寧的父親。43歳。是以無法無天出名的「吉羅利海運」社長。雖然有著紳士的外表，卻擁有可以大鬧特鬧的實力。最愛護自己的妻和女兒們。
マーマレット
優優和寧寧的母親。37歳。沒有魔力的普通人。原來是記者、現在是吉羅利海運的副社長兼暢銷作者。
タツゾー
優優和寧寧的祖父。87歳。原來是黑道老大，之後愛上優寧而與她結婚。因為某個理由而用魔法變成龍。
魔王
魔王，也是優寧的魔法老師。
奈緒
健生
声 - 櫻井孝宏(日本)；黃天佑(台灣)
孝洋
声 - 澤城美雪(日本)；黃珽筠(台灣)
亞紀
声 - 佐佐木りお(日本)；吳貴竹(台灣)

## 书籍
漫画《诅咒屋姐妹（のろい屋しまい）》COMIC LIVE特别篇
2008年6月20日发售，ISBN 978-4-19-950085-5
漫画《诅咒屋姐妹 悠悠和宁宁（のろい屋姉妹 ヨヨとネネ）》COMIC LIVE篇
上卷 2012年1月13日发售 ISBN 978-4-19-950285-9
下卷 2013年3月13日发售 ISBN 978-4-19-950336-8
新装（包括上下卷、COMIC LIVE特别篇），2014年5月13日发售
漫画
上卷 2014年3月29日发售 ISBN 978-4-19-950372-6
下卷 2014年11月13日发售 ISBN 978-4-19-950420-4

## 剧场版
魔法少女姐妹悠悠和宁宁是基于原作故事设定的原创动画电影，2013年12月28日上映。韩国先日本在118处放映点上映，上映首天就有10932人次。。日本直到2014年1月4日的首次上映期，先到的观众还能提供德岛市当地制粉厂赠送的炒面作为观赏纪念品。

### 制作人员
- 原作：（故事背景设计[5]）
- 导演、音响监督：平尾隆之
- 副导演：
- 编剧：佐藤和治（ufotable）、平尾隆之（ufotable）、实弥岛巧
- 人物设定、总作画监督：柴田由香
- 美术监督：三宅昌和
- 色彩设定：千叶惠美
- 摄影监督：棚田耕平
- CG监督：
- 編集：今井刚
- 音响：椎名豪
- 音乐制作：STARCHILD
- 策划：重村博文、平野健一
- 制作：宿利剛、近藤光、紀伊宗之、岩上敦宏、佐藤憲
- 动画监制：松尾亮一郎
- 监制：島居理恵、近藤光、
- 制作人：近藤光
- 动画制作：ufotable
- 制作组织：（國王唱片、ufotable、T-JOY、Aniplex、徳間書店）
- 发布：國王唱片、T-JOY

### 主题曲
作詞：小松未可子、平尾隆之，作曲：椎名豪，編曲：揚慶豪，演唱：小松未可子

### 评价
长井龙雪（未知花名的导演）、荒木哲郎（进击的巨人的导演）、长崎健司（GUNDAM創戰者的导演）对平尾作为导演的手法表示赞赏。Good Smile Company的董事安藝貴範、Nitro+的董事对ufotable的制作给予较高的良好评价。噬神戰士系列制作人富澤祐介、Fate系列剧本奈須蘑菇作为游戏业界也对该作品表示赞赏。